# Code Excited Linear Prediction
Codebook Excited Linear Prediction (CELP) è un algoritmo di codifica vocale proposto in origine nel 1985 da M.R. Schroeder e B.S. Atal.
Alla sua introduzione, migliorò notevolmente la qualità dei vocoder a basso bitrate presenti, tra i quali ricordiamo l'LPC.
È presente in parecchie varianti: le più importanti sono ACELP, RCELP, LD-CELP e VSELP.
Gli algoritmi di codifica di tipo CELP sono i più diffusi oggigiorno per la voce.
Attualmente viene utilizzata per la codifica audio dello standard MPEG-4.

## Funzionamento
L'algoritmo si compone logicamente di quattro parti:
- Un filtro su modello vocale che lavora con una predizione lineare (LP)
- Un catalogo (codebook) utilizzato come ingresso al filtro LP
- Una ricerca ad anello chiuso dell'ingresso maggiormente adatto
- Un filtro che permette la modifica del tono (pitch) dell'ingresso